# Reisebericht

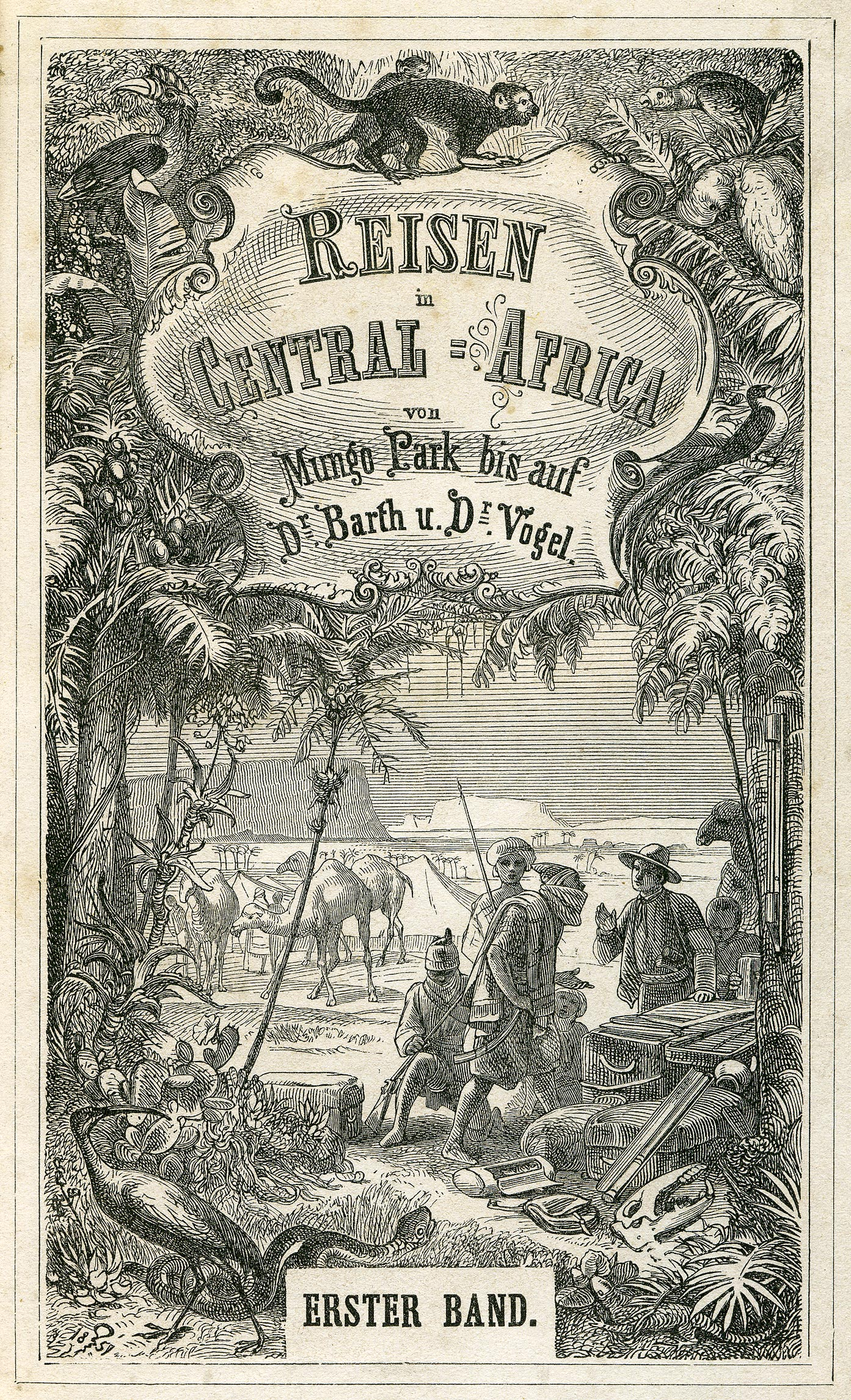
Titelvignette der Reisen in Central-Afrika – von Mungo Park bis auf Barth und Vogel (1859)

Als Reisebericht, Reisebeschreibung oder Itinerar bezeichnet man die (literarische) Darstellung der Beobachtungen und Erlebnisse eines Reisenden. Solche Beschreibungen variieren sehr in Inhalt und Wert, je nach Zweck der jeweiligen Reise. Sie sind oft reich illustriert.

## Begriff
Der Begriff „Reiseliteratur“ bzw. „Reisebericht“ wird in der Forschung als Oberbegriff (Brunner/Moritz 1997) bzw. als Kollektivbezeichnung (Best 1976, Handbuch literarischer Fachbegriffe) für Darstellungen „tatsächlicher oder fiktionaler Reisen“ (Brunner/Moritz 1997, Literaturwissenschaftliches Lexikon: Grundbegriffe der Germanistik) definiert. Dabei handelt es sich nach Otto F. Best (1976) um literarische Werke, die „dem Thema Reise gewidmet sind“. Gero von Wilpert versteht unter Reiseliteratur „das gesamte dem Stoff nach von tatsächl[ichen] oder fiktiven Reisen berichtende Schrifttum“.
Zur Reiseliteratur zählen als Untergruppen die Reiseführer, die wissenschaftlichen Reisebeschreibungen und die künstlerischen bzw. literarischen Reisebeschreibungen (Best 1976 & Brunner/Moritz 1997). Diese Klassifikation ist nicht unumstritten in der Forschung. Sie dient in der Regel der Erleichterung und der Orientierung.

## Geschichte und Entwicklung
Die ältesten Reiseberichte sind die von Skylax von Koryanda und von Pytheas von Massilia. Beide Autoren haben ihre eigenen Reisen beschrieben, Skylax die seinige unter dem Titel Periplus, eine Bezeichnung, die in der Folge für ähnliche Reisewerke oft angewandt wurde. Die Geschichtsbücher des Herodot, welche eine Beschreibung seiner Reisen enthalten, können ebenfalls als Reisebericht betrachtet werden. Dagegen findet sich unter den Schriften der Römer eine eigentliche Reisebeschreibung nicht. Die römischen Itineraria waren nur Reiserouten oder erste Versuche in literarischer Kartographie.
Die Reiseliteratur des Altertums war dürftig, und auch aus dem frühen Mittelalter sind uns nur wenige Werke dieser Art erhalten, so z. B. die Berichte über die Unternehmungen der Wikinger nach den Färöern, nach Island, Grönland und Vinland (das heutige Nordamerika) und die auf Befehl des Königs Alfred unternommenen Expeditionen Ottars und Wulfstans. Dagegen hat die jüdische und arabische Literatur des Mittelalters eine ganze Reihe von Reisewerken aufzuweisen, wie die der Araber Ibn Battūta, Ibn Fadlan, al-Bīrūnī, Ibn Dschubair, der Juden Benjamin von Tudela, Meshullam da Volterra und andere. Sie sind wichtige Quellen für die Kunde der damaligen Verhältnisse in diesen Ländern.

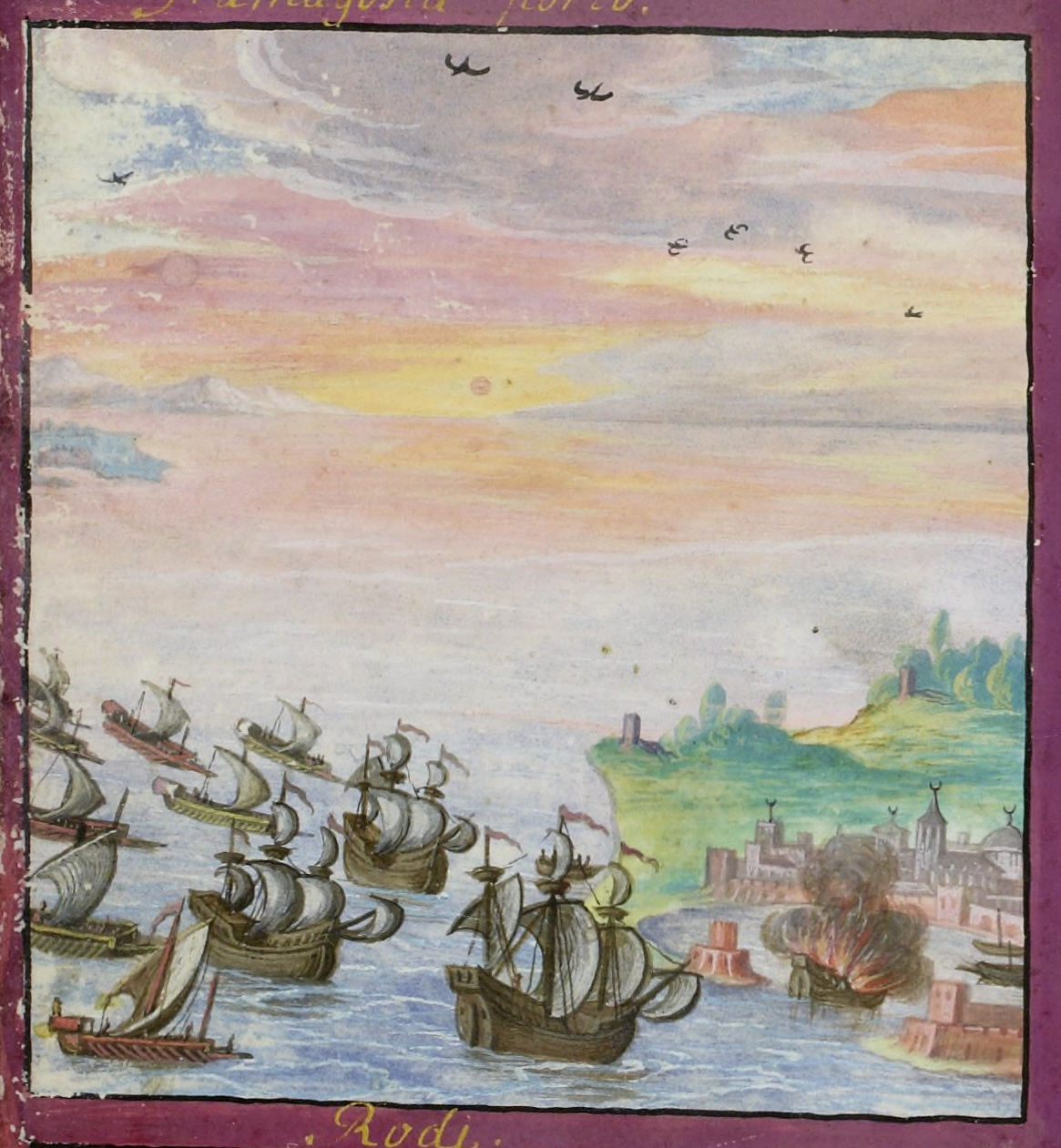
Im Hafen von Rhodos, Miniatur aus: Voyages et aventures de Ch. Magius von 1578

Für die Kenntnis Ostasiens sind die Reisen buddhistischer Priester, wie z. B. Faxian und besonders Xuanzang, von Bedeutung. Zentralasien wurde durch die 1246 vom Papst an Dschingis Khan abgeordnete Gesandtschaft näher bekannt, die von Johannes de Plano Carpini geführt wurde. Als durch die Mongolen der Handel begünstigt wurde und ein geordneter Überlandverkehr bis nach Peking entstand, konnte der Florentiner Handlungsreisende Francesco Balducci Pegolotti im Jahr 1376 über die hier verfolgte Straße berichten. Das spätere Mittelalter lieferte zahlreiche Berichte über das seit den Zeiten der Kreuzzüge vielbesuchte Heilige Land, so von Borchard, John Mandeville, Felix Fabri, Dietrich von Schachten und anderen, welche zum Teil in Feyerabends Reyßbuch deß heyligen Lands (Frankfurt 1584) gesammelt wurden. Gegen Ende des Mittelalters veranlasste der Handelsgeist der Venezianer zur Abfassung von Reisewerken, die teilweise stark von einem Abenteuercharakter geprägt waren, beispielsweise die des Venezianers Marco Polo („Il Milione“), von Odorich von Portenau und der Gebrüder Zeno. Der venezianische Reiseschriftsteller Carlo Maggi, alias Charles Magius, hielt seine Reiseabenteuer im nahen Osten einschließlich seiner türkischen Gefangenschaft und Befreiung 1578 in einem eingehenden Reisebericht fest, der mit 18 Miniaturen bebildert wurde.
Seit Erfindung der Buchdruckerkunst wuchs die Reiseliteratur bald massenhaft an, nachdem die Entdeckung Amerikas und die Expeditionen der Portugiesen in den Indischen Ozean, verbunden mit dem Wiederaufleben wissenschaftlichen Strebens überhaupt, der Forschung neue und weite Gebiete eröffnet hatten. So entstanden bereits im 16. Jahrhundert Sammlungen von Reisewerken, wie die von Johannes Huttich und Simon Grynaeus (1532), Giovan Battista Ramusio (1550 ff.) und Richard Hakluyt (1598 ff.).
In der Mitte des 17. Jahrhunderts erhielten die Reisebeschreibungen neue Nahrung durch den Aufschwung des Handels, namentlich der Engländer. Nach ihnen rangen Deutsche, Franzosen, Nordamerikaner, Holländer und Russen in der wissenschaftlichen Reiseliteratur um den zweiten Platz. Montesquieu unternahm 1728/29 eine Reise von 19 Monaten durch die deutschen Lande, durch Österreich und Italien; neben vielen Szenen aus dem alltäglichen Leben beeindruckten ihn vor allem die Gespräche mit Staatsmännern über den Reichsaufbau, in dem er eine frühe Form des Föderalismus erblickte, die er für nachahmenswert hielt. Die Deutschen gefallen Montesquieu. Es seien »gute Leute«, zumal sie nach anfänglicher Reserviertheit äußerst vertrauensselig werden, wenn man sie näher kennengelernt hat. In gewisser Weise ähnelten sie Elefanten: „Auf den ersten Blick wirken sie grob und wild“, doch „sobald man sie gestreichelt hat und ihnen schmeichelt, werden sie sanftmütig. Dann braucht man nur noch die Hand auf ihren Rüssel zu legen, und sie lassen einen willig auf ihren Rücken klettern.“ Die Quelle wurde 1894 auf Französisch herausgegeben und kann im Exemplar der Universität Ottawa online gelesen werden. Eine deutsche Übersetzung erschien 2015.
David Humes Reise durch Deutschland (das Rheintal), Österreich und Italien von 1748, mit genauen und scharfzüngigen Beobachtungen über Menschen, Gesellschaft und Ökonomie ist ein Beispiel für die Reiseliteratur des 18. Jahrhunderts. Es handelt sich um zur Veröffentlichung bestimmte Briefe an seinen Bruder John. Hume war in diplomatischer Mission unterwegs und hatte viel Zeit zur Beobachtung. Seine Schrift erschien erstmals 2011 in deutscher Sprache.
Ende des 19. Jahrhunderts lagen über fast alle Gegenden der Erde Reiseberichte wissenschaftlich gebildeter Reisender in den Sprachen fast aller „zivilisierten“ Völker vor. Einige Reisebeschreibungen erreichten „weltliterarische Bedeutung und höchsten Quellenrang zugleich“. Die in fremden Sprachen verfassten Berichte nichtdeutscher Forscher wurden dem deutschen Publikum teilweise in Übersetzungen zugänglich gemacht. Unter den Deutschen, deren Reiseberichte sich besonders auszeichneten, nehmen Georg Forster und Alexander von Humboldt eine besondere Bedeutung ein; bedeutend für die Kenntnis Amerikas waren die Werke des Prinzen Maximilian zu Wied-Neuwied, von Meriwether Lewis und William Clark von Carl Friedrich Philipp von Martius, Eduard Friedrich Poeppig, Robert Schomburgk, Johann Jakob von Tschudi, Hermann Burmeister, Bernhard Philippi, Carl Ferdinand Appun, Johann Wilhelm Reiß, Alphons Stübel, Alexander von Frantzius, Paul Güßfeldt, Karl von den Steinen, für die Afrikas die Berichte von Hornemann, Barth, Roscher, Rüppell, Russegger, Heuglin, Rohlfs, Nachtigal, Schweinfurth, von der Decken, Junker, Lenz, Hildebrandt, Mohr, Falkenstein, Pechuel-Loesche, Flegel, Pogge, Buchner, Holub, Buchholz, Mechow, Wißmann, Hahn, Mauch, Schnitzer, Zöller, speziell für Ägypten Lepsius und Klunzinger, für China das fünfbändige Werk von Richthofens, das auf Reisen in den Jahren 1862–1872 in die zum damaligen Zeitpunkt von kaum einem Europäer gesehenen inneren Provinzen beruhte, Kreitner, für die von Indien und Hochasien die Berichte der Gebrüder Schlagintweit, Leitners und Stoliczkas, für Hinterindien Bastian, für den Indischen Archipel Junghuhn, Semper und Jagor, in russischen Diensten von Baer, Schrenk, Middendorf u. a. für das nördliche und östliche Asien, Bernhard Kellermann für Japan, Abich und Radde für die Kaukasusländer, für Australien Leichhardt und F. von Müller, für Neuseeland Ernst Dieffenbach, Hochstetter und Haast, für Ozeanien die in russischen Diensten stehenden Deutschen Kotzebue mit Chamisso, Krusenstern, Lütke, ferner Meyer, Finsch, Seemann, Gräffe, Bastian, für die Nordpolarländer Julius Payer und Carl Weyprecht.
Neben der wissenschaftlichen Reiseliteratur entwickelte sich mit der Verbesserung der Verkehrsmittel gegen Ende des 19. Jahrhunderts eine andere, welche sich nach den bekannteren Ländern der Erde richtet und vorzugsweise Schönheiten der Natur, die sozialen und politischen Verhältnisse behandelt oder die persönlichen Erlebnisse, Betrachtungen und Empfindungen des Reisenden in den Vordergrund stellt und daher mehr oder weniger belletristischer Beschaffenheit ist. Auf diesem Gebiet sind folgende deutsche Autoren zu erwähnen: Johann Georg Kohl, Wagner, Friedrich Gerstäcker, Jakob Philipp Fallmerayer, Ida Pfeiffer, Moritz August von Thümmel, Ernst Stahl, Carl von Hügel, Hermann von Pückler-Muskau, Heinrich Heine, Johann Gottfried Seume, Venedey, Mügge, Ludwig Karl Schmarda, Karl von Scherzer, Heinrich von Maltzan, Hermann Vámbéry, Heinrich Moritz Willkomm, Balduin Möllhausen, Gustav Rasch (1825–1878), Ferdinand Gregorovius, Franz von Löher, Julius Rodenberg, Alexander Ziegler, Julius Faucher, Alexander von Hübner, H. Meyer, Ludwig Passarge u. a.
Im 20. und 21. Jahrhundert betreten unter anderem Wolfgang Büscher, Kasimir Edschmid, Richard Katz, Hape Kerkeling, Bill Bryson, Christian Kracht, Helge Timmerberg, Heinrich Böll, Wolfgang Koeppen und Stephan Thiemonds dieses semi-literarische Terrain.
Einen Grenzfall der Reisebeschreibung bedeuten fiktive Reiseberichte: die sogenannten Robinsonaden und die naturwissenschaftlich geprägten (jedoch trotzdem fantastischen) Reisebeschreibungen wie beispielsweise von Jules Verne.

## Formen
Alle verschiedenen Erscheinungsformen der Reiseliteratur haben vor allem eins gemeinsam: sie alle berichten von fremden Ländern und Völkern, erwecken und stillen mit ihren Berichten von den außerordentlichen Begebenheiten und den gefährlichen Unternehmungen auf ihrem Weg die Neugier der Daheimgebliebenen, sie wollen unterhalten aber auch belehren und gehören zu den ältesten und beliebtesten Literaturformen, die in allen Kulturen in unterschiedlicher Prägung zu finden sind. Der Erfolg eines Reiseberichtes verdankt sich einerseits Geist, Stil und Beobachtungsgabe des Autors, andererseits dem Geist seiner Zeit. Da die Reiseliteratur Möglichkeiten für die Reisenden sowie für die Reiseliteraturleser zur Erfahrung der Andersartigkeit und u. u. des Selbst bieten, beschäftigen sich die nationalen Literaturwissenschaften, die Komparatistik und die Fremdheitsforschung u. a. mit der Reiseliteratur intensiv und untersuchen sie im Hinblick auf Länderbilder und Vorurteile, aber auch ganz besonders in den letzten zehn Jahren im Hinblick auf die Wahrnehmungsweisen von Eigen- und Fremderfahrung.

### Die wissenschaftliche Reisebeschreibung
Die wissenschaftliche Reisebeschreibung ist das Ergebnis einer Forschungsreise, wie der von Alexander von Humboldt oder auch Georg Forsters Reise um die Welt (1777). Sie wird in der Regel in autobiographischer Form von Tagebüchern, Reisebriefen oder Reiseskizzen abgefasst. Im deutschen Sprachraum begründete der Barock-Schriftsteller Adam Olearius (alias Adam Ölschläger) (* Aschersleben 1599; † Gottorf, Schleswig 1671) mit der Beschreibung seiner Reisen nach Russland (1633 bis 1635) und Persien (1635 bis 1639), 1647 in Schleswig erschienen unter dem Titel „Offt begehrte Beschreibung der newen orientalischen Reise …“, einer Mischung aus Reisebericht und gelehrter Abhandlung, die früheste wissenschaftliche Reisebeschreibung. Zu den wichtigen deutschsprachigen Reisebeschreibungen mit wissenschaftlichen Anspruch gehören unter anderem Georg Forsters Reise um die Welt und Alexander von Humboldts Ansichten der Natur.
Als Vorläufer können die geographischen Schriften der Antike betrachtet werden (Brunner/Moritz 1997).
Von wissenschaftlichen Reisebeschreibungen, die auf den Augenzeugenbericht eines individuellen Reisenden zurückgehen, sind die sogenannten Reisechroniken zu unterscheiden. Meist entstanden sie durch Zusammenfassung und nachträgliche Kompilation von veröffentlichten oder unveröffentlichten Reisebeschreibungen. Zu den bedeutenden frühen Chronisten zählen z. B. Richard Hakluyt und Theodor de Bry.

### Die literarische Reisebeschreibung
Die künstlerischen Reisebeschreibungen umfassen die literarische Reisebeschreibung, den literarischen Reisebericht, die Reiseerzählung und den Reiseroman. Das Hauptcharakteristikum der sogenannten künstlerischen Reisebeschreibung im Gegensatz zu den sachorientierten besteht vor allem in ihrer literarischen, essayistischen Überformung von tatsächlichen oder fiktiven Reiseerlebnissen. Manchmal erscheinen sie als Mischformen, nämlich in Verbindung mit anderen epischen Formen (Abenteuerroman, Bildungsroman, Staatsroman, Autobiographie und Lügendichtung).
Zu den literarisch hervorragenden Reisebeschreibungen des 19. Jahrhunderts in deutscher Sprache gelten Johann Wolfgang von Goethes Italienische Reise mit seinem Entwurf eines Antikenideal, aber auch der Beschreibung zahlreicher antiker Bauten und Überreste, Johann Gottfried Seumes Spaziergang nach Syrakus, darin er abseits der Grand Tour reiste und eine beobachtende wie subjektive Perspektive auf Land und Leute warf sowie daran anschließend, jedoch stärker auf Persönlichkeiten konzentriert, Heinrich Heines Harzreise, womit der Dichter ein ironisches wie romantisches Deutschlandbild zeichnete. Als letzter Höhepunkt der Reisebeschreibungen gilt Theodor Fontanes Wanderungen durch die Mark Brandenburg. Die preußische Geschichtserzählung prägte das Bild von Brandenburg und stellt auch ein Ausgreifen auf die ländlichen Landschaften im Zeitalter der Verstädterung dar. Im 20. Jahrhundert wandten sich deutsche Schriftsteller erneut dem Ausland zu, unter anderem Heinrich Böll Irland in seinem Irischen Tagebuch und Elias Canetti mit den Stimmen von Marrakesch. Die literarischen Werke des letzten Jahrhunderts dokumentieren die Zurücknahme des Reisenden gegenüber seinem Beobachtungsgegenstand.

### Reiseführer
Reiseführer oder Reisehandbücher, wie Baedeker, Pilger-, Wallfahrtswegeführer und Reisebücher, versuchen sachorientiert Reisenden nützliche Informationen über die Reiserouten und das Reisezielland u. a. an die Hand zu geben. Die weltweit größte Reisemesse, die Internationale Tourismusbörse in Berlin, umfasst auch eine kleine Buchmesse für Touristikverlage (Reiseführer, Karten).

### Reiseblogs
In den letzten Jahren sind Reiseblogs immer populärer geworden. Ein Reiseblog ist eine Form des Weblogs, auf dem Reiseberichte, meist in subjektiver Form wiedergegeben werden.